# Andrea Cassinelli
Andrea Cassinelli (Moncalieri, 2 september 1993) is een Italiaanse shorttracker.

## Biografie
Andrea Cassinelli vertegenwoordigde Italië op de Olympische Winterspelen van 2022 in Peking. Samen met zijn gemengde aflossingsploeg won hij hier de zilveren medaille op het nieuwe onderdeel de 2000 meter gemengde aflossing en samen met de mannelijke aflossingsploeg won hij brons bij de 5000 meter aflossing mannen.